# Streptocarpus macropodus
Streptocarpus macropodus är en tvåhjärtbladig växtart som beskrevs av Brian Laurence Burtt. Streptocarpus macropodus ingår i släktet Streptocarpus och familjen Gesneriaceae. Inga underarter finns listade i Catalogue of Life.